# Frumentaria
La Frumentaria, o palazzo della Frumentaria è un edificio storico di Sassari adibito a museo e galleria d'arte contemporanea. Situato nel quartiere di San Sisto, all'angolo fra via al Rosello e via delle Muraglie, rappresenta una delle rare sopravvivenze dell'edilizia civile sassarese del Cinquecento.
L'edificio è composto da due diversi corpi a due piani, simili sia per forma che per dimensione, posti affiancati lungo il lato maggiore e costruiti rispettivamente dal 1597 al 1598 e dal 1607 al 1608. I tetti sono a doppia falda ed il canale di gronda scorre internamente al muro, per poi scaricare con un doccione al centro della facciata.
Il palazzo della Frumentaria rappresenta in Sardegna la prima struttura per l'ammasso del grano che veniva acquistato direttamente dall'autorità comunale secondo una modalità controllata, quella dell'afforo - cioè a prezzo stabilito dalle maestranze civiche - e conservato quale riserva strategica da utilizzarsi esclusivamente in caso di guerra o di carestia. Ciò in virtù di un privilegio del 1362 con il quale Pietro il Cerimonioso concedeva alla città di Sassari la facoltà di ammassare ogni anno 6.400 rasieri (un rasiere equivaleva a tre moggi e mezzo) di grano nuovo proveniente dalle fattorie del distretto.
Dalla metà dell'Ottocento la Frumentaria fu adibita a caserma; ospitò poi la nota falegnameria Clemente ed in seguito la sede dell'Unione popolare. Dal 2000, grazie ad un profondo restauro, viene riaperta alla cittadinanza e utilizzata come spazio espositivo in occasione di mostre temporanee. È gestita dal Comune di Sassari.

## Mostre temporanee
- The Marco Magnani Prize 2011: Lo stupore (11 novembre - 3 dicembre 2011)
- Moto d'Immagini (20 settembre - 3 ottobre 2011)
- Costantino Nivola - Seguo la traccia nera e sottile (6 maggio - 3 settembre 2011)
- Incisioni Italiane (19 novembre - 30 dicembre 2010)
- Zaza Calzia / Nino Dore - Percorso artistico 1960 2009 (9 luglio - 9 agosto 2010)
- Le stanze del maestrale (6 novembre - 6 dicembre 2009)
- Vittorio Accornero - Giardini di seta (6 - 29 agosto 2009)
- Public. Metamorfosi urbane (1- 31 maggio 2009)
- Ausonio Tanda (19 dicembre 2008 - 28 febbraio 2009)
- Incisioni italiane (31 gennaio - 31 marzo 2008)
- Pinuccio Sciola - Litofonie (4 maggio - 30 giugno 2007)
- Letti e stra-letti (19 dicembre 2006 - 20 gennaio 2007)
- Sorelle Altara - Le muse in salotto (31 maggio - 4 settembre 2005)
- Pia Ruggiu - Ipostasi (31 gennaio - 14 febbraio 2004)
- Eldorado nella terra dei sardi - I tesori dei Maya (15 dicembre 2000 - 1º aprile 2001)